# Enkomion
Enkomion (gr. enkómios - pochwalny) – w starożytnej Grecji pieśń pochwalna na cześć bohatera, np. zwycięzcy w zawodach sportowych, śpiewana podczas pochodu (w przeciwieństwie do epinikionu śpiewanego w czasie uczty lub uroczystości). Później również nazwa wiersza lub mowy pochwalnej.